# Una questione privata (film 1991)
Una questione privata è un film per la televisione del 1991, diretto da Alberto Negrin, tratto dall'omonimo romanzo di Beppe Fenoglio.

## Trama
Nell'autunno del 1944, il giovane partigiano Milton, vuol scoprire se il suo migliore amico, Giorgio, anch'esso partigiano, sia stato l'amante di Fulvia, una ragazza di città, sfollata nelle campagne di Alba, di cui Milton è perdutamente innamorato. Scopre che il suo amico è stato catturato dai fascisti e che sta per essere fucilato. Pensa, allora, di catturare un soldato dell'Esercito Nazionale Repubblicano della RSI per poterlo utilizzare in uno scambio di prigionieri. Milton riesce a catturare una sergente della Divisione "San Marco" ma questi riesce a fuggire e Milton è costretto ad ucciderlo per non essere denunciato, rendendo vano il tentativo di liberare l'amico e di sapere la verità.

## Produzione
Le riprese sono avvenute nel marzo-aprile 1991 a Castello di Casotto, Torre Mondovì, Saluzzo, Costigliole Saluzzo; le scene della battaglia nelle campagne di Cherasco.

## Distribuzione
È stato presentato in anteprima il 31 gennaio 1992 nella Sala Ordet di Alba e trasmesso su Rai Uno il 16 luglio 1993.